# Earth Defense Force (serie)
Earth Defense Force (地球防衛軍 Chikyū Bōeigun), también conocida por su abreviatura EDF, es una serie de videojuegos de disparos en tercera persona desarrollada por Sandlot y publicada por D3 Publisher. La serie se inició en 2003 en la consola PlayStation 2 como título de bajo presupuesto dentro de la colección japonesa "Simple 2000 Series" (una línea de videojuegos baratos de D3 Publisher cuyo precio eran de 2000 yenes, de ahí el nombre de la colección). Su éxito propició a dar el salto a otros sistemas como Xbox 360 o PlayStation 3 (y también a consolas portátiles como PlayStation Portable y PlayStation Vita) y cuenta con varios Spin-off.
En Europa la serie es conocida desde su primera entrega en PlayStation 2 en 2004, pero en América del Norte no debutó hasta la tercera entrega en 2007 que apareció en la consola Xbox 360.

## Sinopsis
La historia en todos los juegos de EDF es siempre la misma sin excepción. Una raza de alienígenas con forma de insectos gigantes invaden el planeta Tierra, causando destrozos y multitud de muertes. Para luchar contra la amenaza, los gobiernos de todo el mundo mandan al comando E.D.F de distintas sedes. Las misiones transcurren en varios lugares del mundo como Inglaterra, Tokio o incluso una versión alternativa de Detroit.

## Sistema de juego
El jugador toma el control de un soldado de infantería del comando E.D.F. (en algunos juegos, hay más personajes de diferentes clases para jugar) y su única misión es eliminar a todos los insectos gigantes que hay en pantalla utilizando armas de fuego. El personaje sólo puede equiparse con dos armas distintas, las cuales puede ir cambiando según lo requiera la situación, con munición infinita (a excepción de algunas pocas armas que poseen munición limitada). A medida que elimina enemigos, éstos dejan caer distintos objetos como "Armor", que proporciona mayor blindaje en futuras partidas; y "Weapon", que desbloquea nuevas armas. De este modo, el jugador debe jugar todas las misiones, empezando por el nivel más bajo de dificultad, eliminando y recogiendo estos objetos con el fin de fortalecer al personaje y poder afrontar los niveles de dificultad más elevados. 

## Juegos

### Serie principal

#### Monster Attack(2003)
Es el primer videojuego de la serie. Su título original japonés es The Chikyū Bōeigun (THE地球防衛軍), cuya traducción literal en inglés sería "Earth Defense Force" y en castellano "Fuerza de defensa terrestre". Fue puesto a la venta en Japón el 26 de junio de 2003 para la consola PlayStation 2 y es el volumen nº 31 de la colección "Simple 2000 Series". En Europa fue distribuido por Agetec Inc. el 27 de febrero de 2004 con el título Monster Attack. En su lanzamiento europeo, todas las voces japonesas del juego fueron eliminadas.
Monster Attack posee 25 misiones y 150 armas para desbloquear jugando estas misiones en sus diferentes niveles de dificultad (Easy, Normal, Hard, Very Hard y Chaos). Pueden jugar uno o dos jugadores mediante pantalla partida en vertical, lo que hace el juego mucho más divertido, a la par de más sencillo superar las misiones más difíciles con la ayuda de un compañero.

#### Global Defence Force(2005)
El segundo título de la serie, The Chikyū Bōeigun 2 (THE地球防衛軍2) es el volumen 81 de la colección "Simple 2000 Series". Fue puesto a la venta en Japón el 28 de julio de 2005 para la consola PlayStation 2. En Europa fue distribuido por Virgin Play el 29 de junio de 2007 con el título Global Defence Force. De nuevo, en la versión europea fueron eliminadas todas las voces.
Global Defence Force posee 71 misiones, más del doble que el anterior. Además del ya conocido soldado de infantería, se añade un segundo personaje para jugar, un soldado femenino denominado "Pale Wing" que lleva incorporado un jetpack en la espalda que le permite volar grandes distancias y utiliza un armamento más tecnológico. Cada personaje puede obtener 150 armas, lo que hace un total de 300 armas distintas para recolectar. Se mantiene la opción de jugar en solitario o con un segundo jugador a pantalla partida en vertical. Los niveles de dificultad se mantienen, pero se puede desbloquear uno adicional, modo "Impossible", si se completan todas las misiones en todas las dificultades.

#### Earth Defense Force 2017(2006)
El tercer capítulo de la serie, The Chikyū Bōeigun 3 (THE地球防衛軍3) apareció en Japón el 14 de diciembre de 2006 para la consola Xbox 360. Fue el primer juego de la serie en aparecer en América del Norte, con el título Earth Defense Force 2017. Fue puesto a la venta en EE. UU. el 20 de marzo de 2007 y en Europa el 30 de marzo de 2007. En España fue titulado Fuerza de defensa terrestre 2017 y distribuido por Virgin Play. En esta ocasión, no se eliminaron las voces. En su lugar, las voces fueron dobladas en inglés y, en el caso de España, en castellano. 
Earth Defense Force 2017 posee 53 misiones y sólo un personaje para jugar, a diferencia del anterior. Hay un total de 150 armas para recolectar completando las misiones en todos sus niveles de dificultad. De nuevo, permite que un segundo jugador coopere para completar misiones a pantalla partida, pero no incluye modo en línea.

#### Earth Defense Force 2025(2013)
La cuarta entrega de la serie, The Chikyū Bōeigun 4 (THE地球防衛軍4), apareció en Japón el 4 de julio de 2013 para PlayStation 3 y Xbox 360. Fue puesto a la venta en América del Norte y Europa con el título Earth Defense Force 2025 el 18 de febrero de 2014 y el 21 de febrero respectivamente. Las voces fueron dobladas en inglés. Una versión optimizada para PlayStation 4 fue anunciada en septiembre de 2014. con el título Earth Defense Force 4.1: The Shadow of New Despair, con mejoras gráficas, nuevos monstruos, niveles y armas.
Earth Defense Force 2025 es la entrega con el número más alto de misiones: un total de 85 (90 en la versión de PlayStation 4). Posee cuatro personajes (o clases) disponibles para jugar que son: Ranger, el clásico soldado raso; Wing Diver, una versión mejorada del "Pale Wing" que puede volar y usar armamento tecnológico; Air Rider, que puede utilizar vehículos así como solicitar apoyo aéreo; y por último Fencer, que puede utilizar armamento pesado y varios sistemas de defensa. Cada clase puede obtener 175 armas, lo que hace un total de 700 armas para desbloquear. Pueden jugar uno o dos jugadores en la misma consola a pantalla partida, aunque incorpora también un modo multijugador en línea que permite jugar hasta 8 jugadores en cada misión.

#### Earth Defense Force 5(2017)
D3 Pulisher anunció en septiembre de 2016 la quinta entrega de la serie, The Chikyū Bōeigun 5 (THE地球防衛軍5). Finalmente, el 7 de diciembre de 2017 se puso a la venta en Japón para PS4, y el 12 de noviembre de 2018 en USA, Europa, Australia y Asia.

#### Earth Defense Force 6(2021)
D3 Pulisher anunció el 23 de junio de 2020 que el sexto juego de la serie principal saldrá al mercado el 2021. Desarrollado por Sandlot.
Se lanzó en el resto del mundo el 25 de julio de 2024 para PC, ps4 y ps5.

### Spin-offs

#### Global Defence Force: Tactics(2006)
Es un Spin-off de Global Defence Force, se sitúa en el mismo escenario con los mismos personajes y enemigos, pero su estilo de juego es totalmente distinto, ya que Tactics es un videojuego de estrategia por turnos. Su título original japonés es The Chikyū Bōeigun Tactics(THE地球防衛軍タクティクス) y fue puesto a la venta en Japón el 27 de julio de 2006, y en Europa el 29 de junio de 2007, con el título Global Defence Force: Tactics.

#### Earth Defense Force: Insect Armageddon(2011)
Este videojuego no fue desarrollado en Japón por el equipo habitual, sino por el estudio americano Vicious Cycle. Fue puesto a la venta en América del Norte el 1 de julio de 2011, en Japón el 7 de julio de 2011 y en Europa el 22 de julio de 2011. En Japón se respetó el título original americano. Está disponible en PlayStation 3, Xbox 360 y PC.
Al estar producido por un estudio diferente, Insect Armageddon posee bastantes diferencias que no fueron del agrado de todos los seguidores. Posee sólo 15 misiones y un total de cuatro personajes (o clases) de personajes con los que jugar: Trooper Armor, el clásico soldado de infantería; Jet Armor, basado en "Pale Wing" con la habilidad de volar y usar armas tecnológicas; Tactical Armor, parecido al Jet Armor pero puede colocar torretas y trampas; y por último Battle Armor, que cuenta con armamento pesado y gran protección, pero de movimientos lentos. Permite jugar en solitario o con un segundo jugador a pantalla partida. También incorpora un multijugador en línea, que permite participar hasta cuatro jugadores al mismo tiempo.

#### Earth Defense Force 4.1: Wing Diver The Shooter(2018)
Es un Spin-off de Earth Defense Force 4.1: The Shadow of New Dispair, situado cronológicamente en el mismo arco argumental pero con el personaje Wing Diver como único personaje jugable. Desarrollado por la empresa Clouds, fue puesto a la venta en Japón en agosto de 2018 y en occidente en octubre del mismo año. Se trata de un Shoot'em up de scroll vertical similar a otros juegos como el clásico Ikaruga.

#### Earth Defense Force: Iron Rain(2019)
Esta entrega se puso a la venta a nivel mundial el 11 de abril de 2019 exclusivamente para la consola PlayStation 4. Fue desarrollado por Yuke's y trata de dar un enfoque más serio, con una trama con cinemáticas y personajes con diálogos (excepto el protagonista, que puede ser editado por el jugador). La historia se sitúa en los EE. UU.

#### Earth Defense Force: World Brothers(2020)
D3 Pulisher anunció el 23 de junio de 2020 un spin-off de acción con gráficos voxel para las plataformas Nintendo Switch y Sony PS4. Desarrollado por Yuke's (EDF: Iron Rain), el juego saldrá a venta el 2020 en Japón.

### Otras versiones

#### Earth Defense Force 2 Portable(2011)
Earth Defense Force 2 Portable es una versión de Global Defence Force para la consola PlayStation Portable. Sólo apareció en Japón el 7 de abril de 2011. Incluye nuevos menús, modos de juego, armas y misiones nuevas. Permite jugar con dos jugadores mediante Ad-hoc.

#### Earth Defense Force 2017 Portable(2012)
Earth Defense Force 2017 Portable es una versión de Earth Defense Force 2017 para la consola PlayStation Vita. Fue puesto a la venta en Japón el 27 de septiembre de 2012, en América del Norte el 8 de enero de 2013 y en Europa el 16 de enero de 2013 (en EE. UU. y en Europa sólo se puso a la venta mediante descarga digital vía PlayStation Network).
Incluye bastantes novedades con respecto al original como un segundo personaje jugable, "Pale Wing", rescatada de Global Defence Force, 150 armas nuevas, nuevas misiones y un modo multijugador en línea.

#### Earth Defense Force 2: Invaders From the Planet Space(2016)
Earth Defense Force 2: Invaders From the Planet Space es una versión de Global Defence Force para PlayStation Vita que a su vez se basa en la serie anterior versión mejorada de PSP. Incluye todas las mejoras de éste pero añade cooperativo en línea y un tercer personaje jugable, Air Rider,  extraído de Earth Defense Force 2025.

#### Earth Defense Force 4.1: The Shadow of New Despair(2016)
Earth Defense Force 4.1: The Shadow of New Despair es una versión optimizada de Earth Defense Force 2025 para Playstation 4 con gráficos en resolución 1080p y una animación a 60fps. También incluye más misiones (que ascienden a un total de 92) y algunas ya existentes en el original fueron modificadas o retocadas. También dispone de paquetes DLC que aportan decenas de misiones nuevas y más armas (algunas gratuitas).